# Eric Bagger
Eric Bagger, tidigare Nylander, född 19 maj 1955 i Själevads församling i Ångermanland, är en svensk rektor och författare.
Bagger undervisade på högstadiet från 1976 samt deltid 1983–1985 som filmkrönikör och IT-skribent på Nya Norrlands lokalredaktion i Örnsköldsvik för att sedan bli skolledare 1993. År 2014 utgav han romanen Vandrare i Vändåt och 2018 Lägereld – en faktaroman.

## Schack
Bagger har i korrespondensschack titeln SIM (Senior International Master) efter att ha först erhållit IM-titeln (International Master) 2007 och därefter SIM-titeln 2008. Han är också svensk mästare i korrespondensschack efter att ha vunnit SM-titeln 2007.